# Gouania cupreifolia
Gouania cupreifolia är en brakvedsväxtart som beskrevs av Buerki, Phillipson och Callm.. Gouania cupreifolia ingår i släktet Gouania och familjen brakvedsväxter. Inga underarter finns listade i Catalogue of Life.